# 배스킷 히어로
배스킷 히어로(Celtic Pride)는 미국에서 제작된 톰 드서치오 감독의 1996년 영화이다. 데이먼 웨이언스 등이 주연으로 출연하였고 로저 번바엄 등이 제작에 참여하였다.
이 영화는 출연진의 힘에도 불구하고 미국 내에서 10,000,000달러 미만의 수익을 내며 큰 성공을 거두지는 못했다. 이 영화는 부정적인 평가를 받았다.

## 출연

### 주연
- 데이먼 웨이언스
- 다니엘 스턴
- 댄 애크로이드
- 게일 오그레디
- 크리스토퍼 맥도날드

### 조연
- 폴 가일포일
- 애덤 헨더쇼트
- 스콧 로렌스
- 데이온 샌더스
- 빌 월턴

## 제작진
- 미술: 스티븐 마쉬
- 의상: 마리 클레어 한난